# Rudnia (gmina Biała Waka)
Rudnia (lit. Rudnia) − wieś na Litwie, zamieszkana przez 85 ludzi, w gminie rejonowej Soleczniki, 3 km na północny wschód od Białej Waki.